# Вулиця Кубанська (Львів)
Вулиця Кубанська — вулиця у Галицькому районі міста Львова, у місцевості Снопків. Сполучає вулиці Стуса та Кримську. Прилучається вулиця Кубійовича.

## Історія
- від 1913 року — вулиця Застінок, назва походить від хутора, що знаходився «за стіною» або ж за міською межею, де мешкала дрібна шляхта[6].
- від 1930 року — вулиця Дибовського, на честь польського біолога, географа, лікаря, засновника Зоологічного музею при Львівському університеті та учасника січневого повстання 1863 року Бенедикта Дибовського.
- від 1943 року — Столберґґассе.
- від 1944 року — вулиця Дибовського, повернена передвоєнна назва.
- від 1945 року — вулиця Кубанська, на честь історичного регіону Кубань, що на Північному Кавказі[5].

З 11 квітня 2024 року, рух приватного транспорту на частині вул. Кубанської — від вул. Кубійовича до вул. Стуса, з двостороннього став одностороннім.

## Забудова
Забудова вулиці Кубанської — конструктивізм, сецесія. Декілька будинків внесені до реєстру пам'яток архітектури місцевого значення.
№ 5 — житловий будинок внесений до реєстру пам'яток архітектури місцевого значення під охоронним № 938-м.
№ 8 — за радянських часів тут було господарське подвір’я. У 2010—2011 роках на місці господарських будівель під № 6 та № 8, споруджений ЖК «Зелена тераса».
№ 10 — у міжвоєнний період за цією адресою працювала невеличка кондитерська фабрика братів Міхотеків. Нині цієї адреси не існує.
№ 12 — вілла професора Бенедикта Дибовського, засновника Зоологічного музею при Львівському університеті та учасника польського повстання 1863 року. Вілла, донині, що зберегла свій первісний вигляд. У повоєнні часи тут був дитячий комбінат, а від 1987 року у колишній віллі міститься Львівський міський дитячий еколого-натуралістичний центр — багатопрофільний заклад позашкільної освіти, створений у 1975 році. В приміщенні центру протягом року працюють різноманітні гуртки екологічного спрямування. На території центру розташований невеличкий ботанічний сад та міні-зоопарк. Будинок внесений до реєстру пам'яток архітектури місцевого значення під охоронним № 1281-м.
№ 15/17 — подвійна вілла «Під оленем», споруджена 1908 року за проєктом архітектора Івана Долинського. Будинки внесений до реєстру пам'яток архітектури місцевого значення під охоронними № 1282-м та № 1283-м.
№ 18 — сім житлових таун-гаусів (зблокованих котеджів), збудованих 2006 року.
№ 19, 21а — багатоквартирні житлові будинки, споруджені корпорацією «Карпатбуд» у 2004—2005 роках.